# Zeger Janszoone
Zeger Janszoone, of Zegher Janszone, was een veertiende-eeuwse vrijheidsstrijder en boer, afkomstig uit Bredene in het graafschap Vlaanderen.

## Levensloop

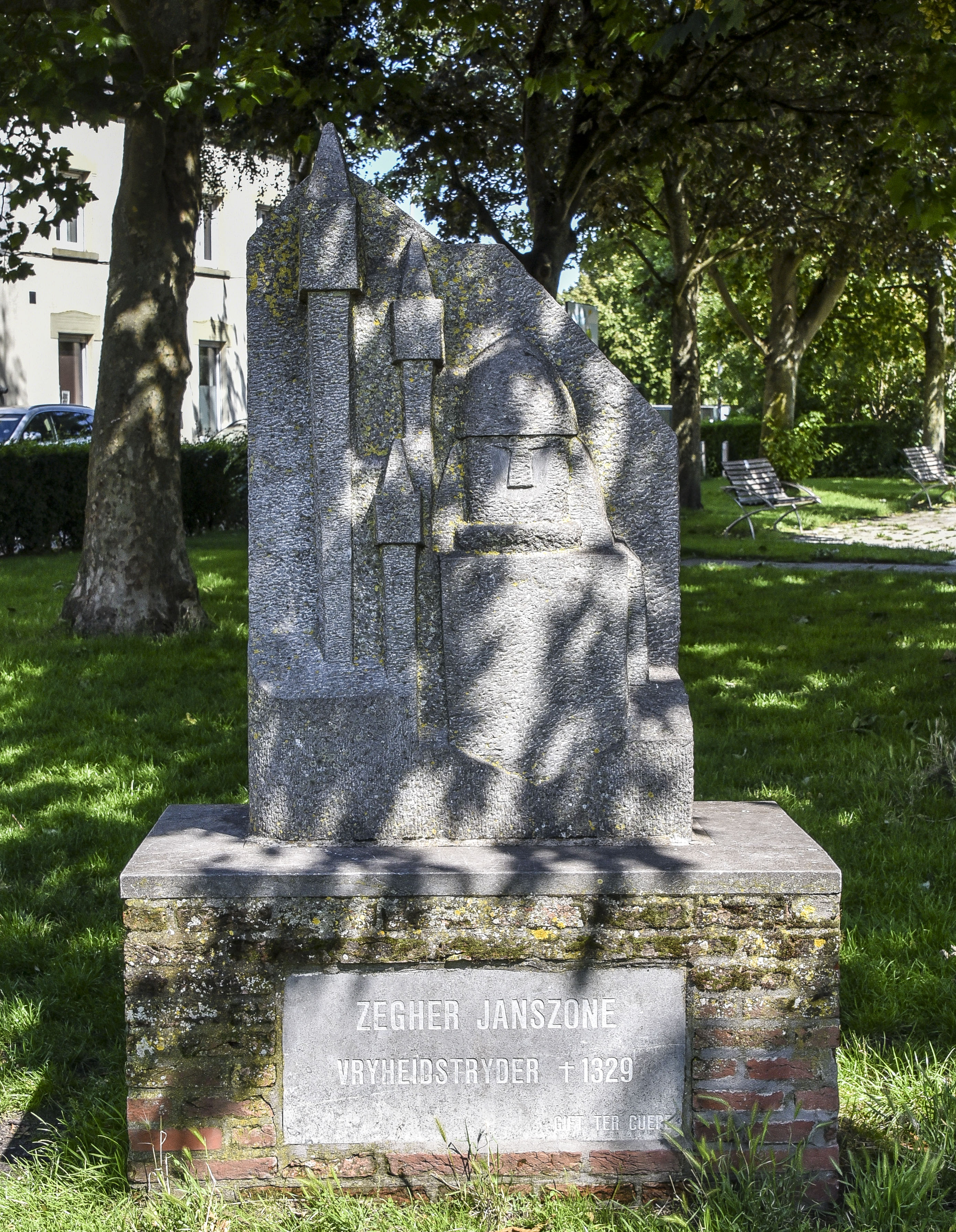
Monument voor Zegher Janszone in Bredene-Dorp

In 1323 kwamen de boeren uit de Vlaamse kuststreek in opstand. De opstandige Kerels van Vlaanderen plunderden kastelen en bestreden baljuws en belastingontvangers. Leiders waren onder meer Nicolaas Zannekin, Lambrecht Bonin, Hughe Blauwel en de Bredense boer Zeger Janszoone, bestempeld als "kapitein van het Vrije". De opstand beperkte zich niet tot de kust. Al van bij de start was er steun van het ambachtsvolk in de steden. De Brugse burgemeester Willem de Deken was daar de aanvoerder van.  
In een eerste fase (1323-1324) richtten de opstandelingen zich tegen corrupte ambtsdragers. Vanaf 1325 werd de bevoorrechte stand geviseerd en werden de graaf en de clerus doelwit van acties. 
Begin 1325 zwichtte Gistel onder de druk van de troepen van Zeger Janszone. Dit was het startsein voor een optocht langs de kust. Hij veroverde Nieuwpoort, Veurne, Duinkerke en verder ook nog Sint-Winoksbergen en Cassel. Graaf Lodewijk II van Nevers vluchtte en de koning van Frankrijk probeerde orde op zaken te stellen. In 1326 kwam er een verdrag (de Vrede van Arques), maar de rebellen voegden er zich niet naar. De laatste fase van de opstand werd gekenmerkt door een verdere radicalisering: geen enkel wettig gezag werd nog erkend. 
Uiteindelijk werden de opstandelingen in de Slag bij Kassel (1328) verslagen. Zannekin sneuvelde, Willem De Deken en Lambrecht Bonin werden gevangengenomen en terechtgesteld en Janszoone vluchtte naar Zeeland. Hij werd pas in februari 1329 gevat toen hij een nieuwe opstand probeerde te ontketenen. Hij kwam naar Oostende met een paar honderd medestanders die hij tot vijfhonderd kon verhogen, door de toevoeging van aanhangers uit Oostende en Bredene, en trok op tegen Oudenburg. De baljuw van Brugge, Diederik van Belsele, trok tegen hem ten strijde met een ruiterkorps en Janszoone werd voor het klooster van Sint-Aernout gevangen genomen, met zijn zoon en met twintig van zijn voornaamste aanhangers. Ze werden naar Brugge overgebracht, vreselijk gefolterd, geradbraakt, onthoofd en aan de galg gehangen. Hun goederen werden, als dat nog niet gebeurd was, verbeurd verklaard.